# Russian River

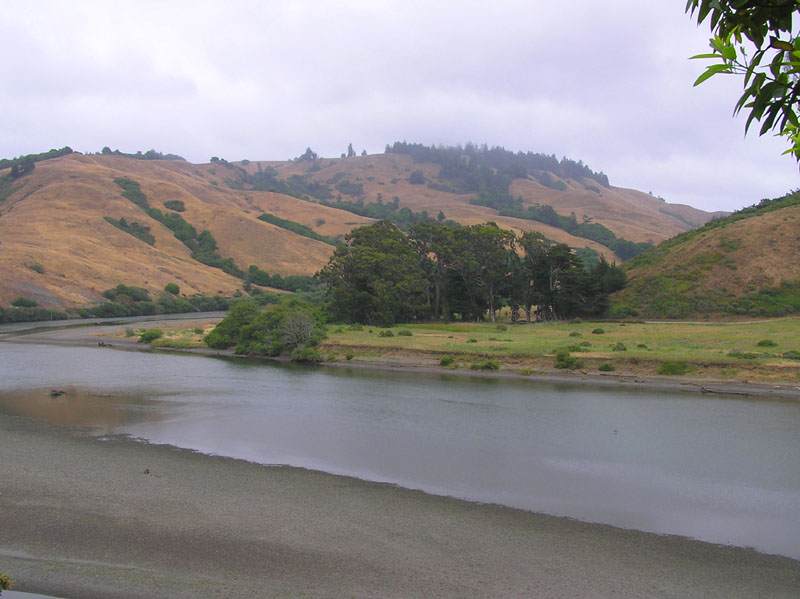
Russian River w hrabstwie Sonoma

Russian River – rzeka w USA, w Północnej Kalifornii, o długości 161 km, powierzchni dorzecza 3846 km², oraz średnim przepływie 40.5 m³/s.
Źródła rzeki znajdują się w paśmie Laughlin (jedno z pasm Gór Nadbrzeżnych), a uchodzi ona do Oceanu Spokojnego w okolicach Jenner.
Większe miasta nad rzeką Russian River to Ukiah i Healdsburg.